# Onze-Lieve-Vrouwebasiliek (Tongre-Notre-Dame)
De Onze-Lieve-Vrouwebasiliek van Tongre-Notre-Dame, een deelgemeente van de Belgische stad Chièvres, is een rooms-katholieke parochiekerk en basiliek (eretitel). De kerk is ontworpen door architect J.F. Demarbaix en is de kleinste basiliek van België.

## Legende
Op 1 februari 1081 ziet een zekere Hector, heer van de plaats, een verschijning van de Maagd Maria in zijn tuin. De Maagd is omgeven door licht en muziek. Een uurtje later is er niets meer overgebleven van het standbeeld dat doordat de priester van het dorp Tongre (tegenwoordig Tongre-Saint-Martin geheten) deze snel plaatste in zijn kerk.
Maar de dag erna is het beeld van Onze-Lieve-Vrouw op mysterieuze wijze weer in de tuin, wederom gehuld in licht en muziek. Het wonder reproduceert zich tweemaal. De Heer pleegt overleg met de bisschop van Kamerijk, Gerard II, die, na onderzoek, de feiten erkent en het beeld laat aanbidden. Hij bouwde een kapel op de plaats van deze buitengewone gebeurtenissen met het miraculeuze beeld van de Maagd Maria en bekend werd als Onze Lieve Vrouw van Tongre.

## Ontwikkeling van bedevaarten
In 1093 werds de broederschap van Onze Lieve Vrouw van Tongre opgericht en goedgekeurd door Paus Urbanus II. De plek trok onmiddellijk een groot aantal pelgrims, vooral omdat allerlei wonderen en gunsten verleend door de Maagd Maria begonnen te circuleren. Ook werd de oorspronkelijke kapel in de dertiende eeuw vervangen door een kerk.
In 1642 zette abbé Georges Huart, pastoor van de parochie, een wonderbaarlijke geschiedenis van de Tongre-Notre-Dame op schrift, die een indrukwekkend aantal wonderen beschreef. Ze waren uiteraard lang niet allemaal geloofwaardig, maar het boek toont de vurigheid rond het heiligdom van Onze-Lieve-Vrouw van Tongre.
Belangrijke personen bezochten het heiligdom en knielden voor de Onze-Lieve-Vrouw van Tongre: koning Filips I van Frankrijk, Maria Theresia van Spanje, Marie Henriëtte van Oostenrijk (koningin der Belgen), en anderen. In eerbetoon aan de Maagd gaven zij geschenken (gouden kroon, jumpers geweven met goud of zilver, cross- relikwieën, luxe kleding voor Madonna, enz.) en vormden aldus door de tijd de 'Schatkamer van de Basiliek'.
Vanaf de zeventiende eeuw verspreidtde de cultus zich buiten de Zuidelijke Nederlanden en het noorden van Frankrijk. In 1777 bouwde men een nieuwe kerk volgens de plannen van de architect Demarbaix in de stijl van de barok. Belgische priesters verspreidden de cultus verder.
De kerk van Tongre-Notre-Dame werd in 1951 door Paus Pius XII tot basilica minor verheven.

## Cultus en verering

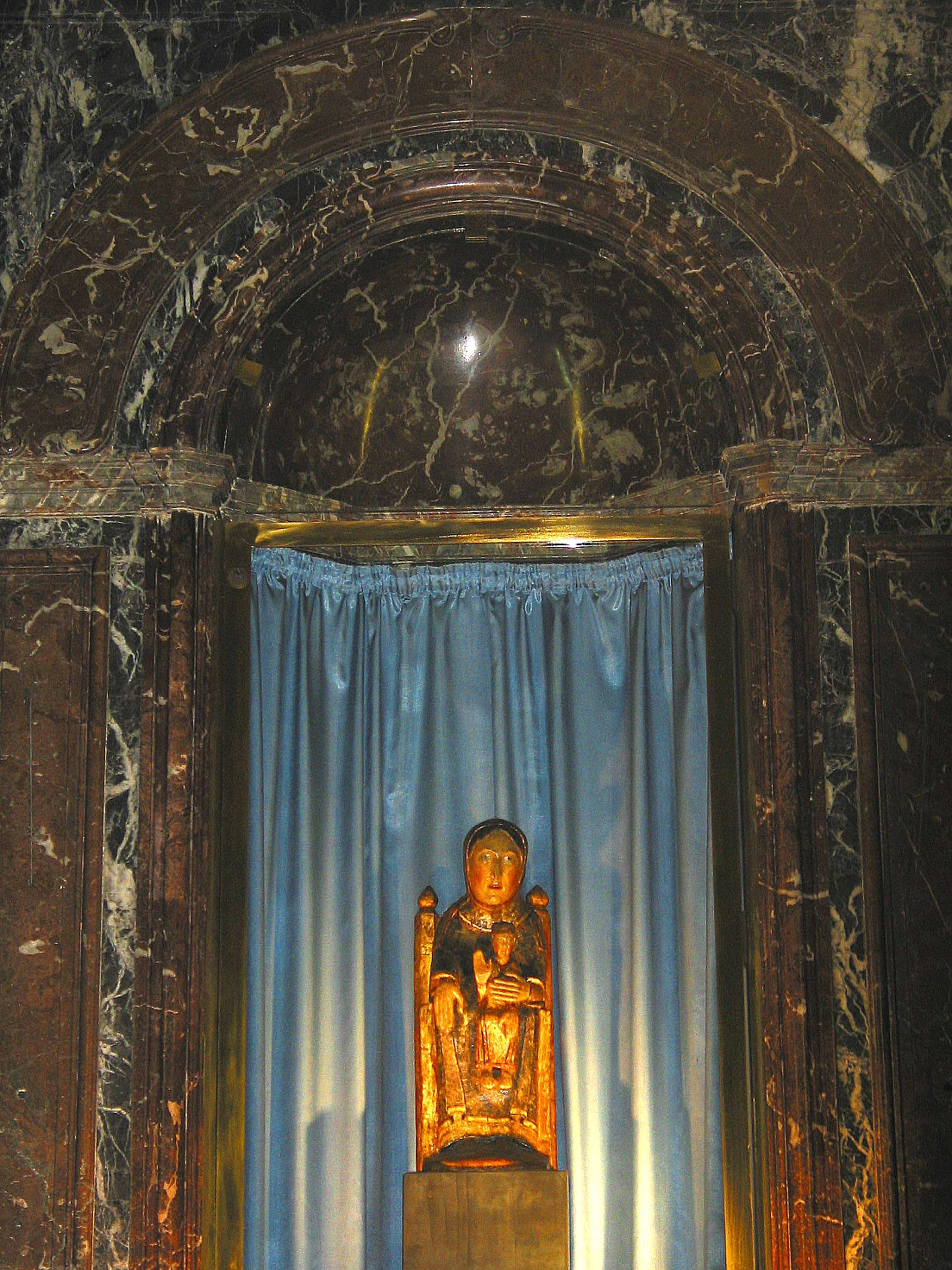
Onze-Lieve-Vrouw van Tongre.

De belangrijkste feest van Onze-Lieve-Vrouw van Tongre is 2 februari, meer precies op de nacht van 1 op 2 februari, de verjaardag van de aankomst in de tuin van Sir Hector. Vergezeld door een fakkeloptocht wordt het standbeeld de door straat Maagdentoren gedragen, een circuit opgezet door Gerard II, bisschop van Kamerijk, op 17 februari 1081. De pelgrims bezoeken de basiliek het hele jaar, waarvoor diverse activiteiten worden georganiseerd. De maand september is een maand van de bijzondere devotie. De tweede processie omvat religieuze groeperingen op de laatste zondag van september. Onze Lieve Vrouw van Tongre wordt vereerd als een 'liefdevolle moeder'. Ze is de patroonheilige van disfunctionele families en gewonden. Ook dichters, schrijvers en studenten doen een beroep op haar.